# Progym Hargita Gyöngye
Gyergyói HK (rumunsky: Club Sportiv Progym Gheorgheni) je rumunský klub ledního hokeje, který sídlí v Gheorgheni v župě Harghita. Jedná se o sportovní organizaci maďarské komunity ve městě. Založen byl v roce 1949. Svůj současný název nese od roku 1994. Klub působí ve dvou národních soutěžích, a to maďarské a rumunské. Klubové barvy jsou červená a bílá.
Své domácí zápasy odehrává v hale Mujegpalya s kapacitou více než 2 000 diváků.

## Historické názvy
Zdroj: 
- 1949 – Gyergyószentmiklósi Korcsolya Egylet
- 1952 – Spartak Gheorgheni
- 1953 – Progresul Gheorgheni
- 1961 – Avântul Gheorgheni
- 1984 – Viitorul Gheorgheni
- 1994 – Progym Hargita Gyöngye
- 2018 – Gyergyói HK

## Přehled ligové účasti
Zdroj: 
- 1949– : Liga Națională de hochei (1. ligová úroveň v Rumunsku)
- 2002–2003: Panonská liga (mezinárodní soutěž)
- 2008–2009: MOL Liga (mezinárodní soutěž)
- 2018– : Erste Liga (1. ligová úroveň v Maďarsku / mezinárodní soutěž)

## Účast v mezinárodních pohárech
Zdroj: 
Legenda: SP – Spenglerův pohár, EHP – Evropský hokejový pohár, EHL – Evropská hokejová liga, SSix – Super six, IIHFSup – IIHF Superpohár, VC – Victoria Cup, HLMI – Hokejová liga mistrů IIHF, ET – European Trophy, HLM – Hokejová liga mistrů, KP – Kontinentální pohár
- KP 2001/2002 – Předkolo, sk. A (3. místo)
- KP 2002/2003 – Předkolo, sk. C (3. místo)